# Baszta Bednarzy w Krakowie
Baszta Bednarzy – niezachowana baszta w Krakowie, położona niegdyś w ciągu murów miejskich, za Basztą Pierścienników, po stronie północnej. Ostatnia baszta krakowska w murze po stronie wschodniej, przed oddaloną o ok. 700 m Bramą Grodzką. 
Ambroży Grabowski opisuje Basztę Bednarzy jako „ułamek baszty za Basztą Pierścienników”. Nie ukazuje również jej wyglądu. Najprawdopodobniej była to baszta kwadratowa bądź półokrągła i powstała w XIV lub w XV wieku. Pod koniec XVIII wieku, opuszczona baszta na skutek braku konserwacji i opieki zawaliła się, a zubożałego miasta nie było stać na jej odbudowę. W 1792 roku z baszty pozostały ruiny. Józef Muczkowski pisząc o systemie fortyfikacji miejskich w Krakowie w 1911 wymienia od Bramy Nowej po Bramę Grodzką w murze obronnym 5 baszt wymienia wśród nich również Basztę Bednarzy, ukazuje także akwarelę Jerzego Głogowskiego przedstawiającą coś podobnego do pozostałości jakiejś baszty, ale tą samą akwarelę Grabowski opisuje w swojej książce tylko jako bastion w przedmurzu za Kolegium Jezuickim. Nasuwa to wniosek, że owa baszta nie posiada żadnego wiarygodnego śladu ikonograficznego. W baszcie znajdowało się 6 otworów strzelniczych. Baszta nie dotrwała do dzisiejszych czasów – jej resztki zniwelowano wraz z większością Murów miejskich Krakowa na początku XIX wieku.
Za basztę odpowiedzialny był cech Bednarzy, zajmujący się wyrabianiem beczek.

## Galeria

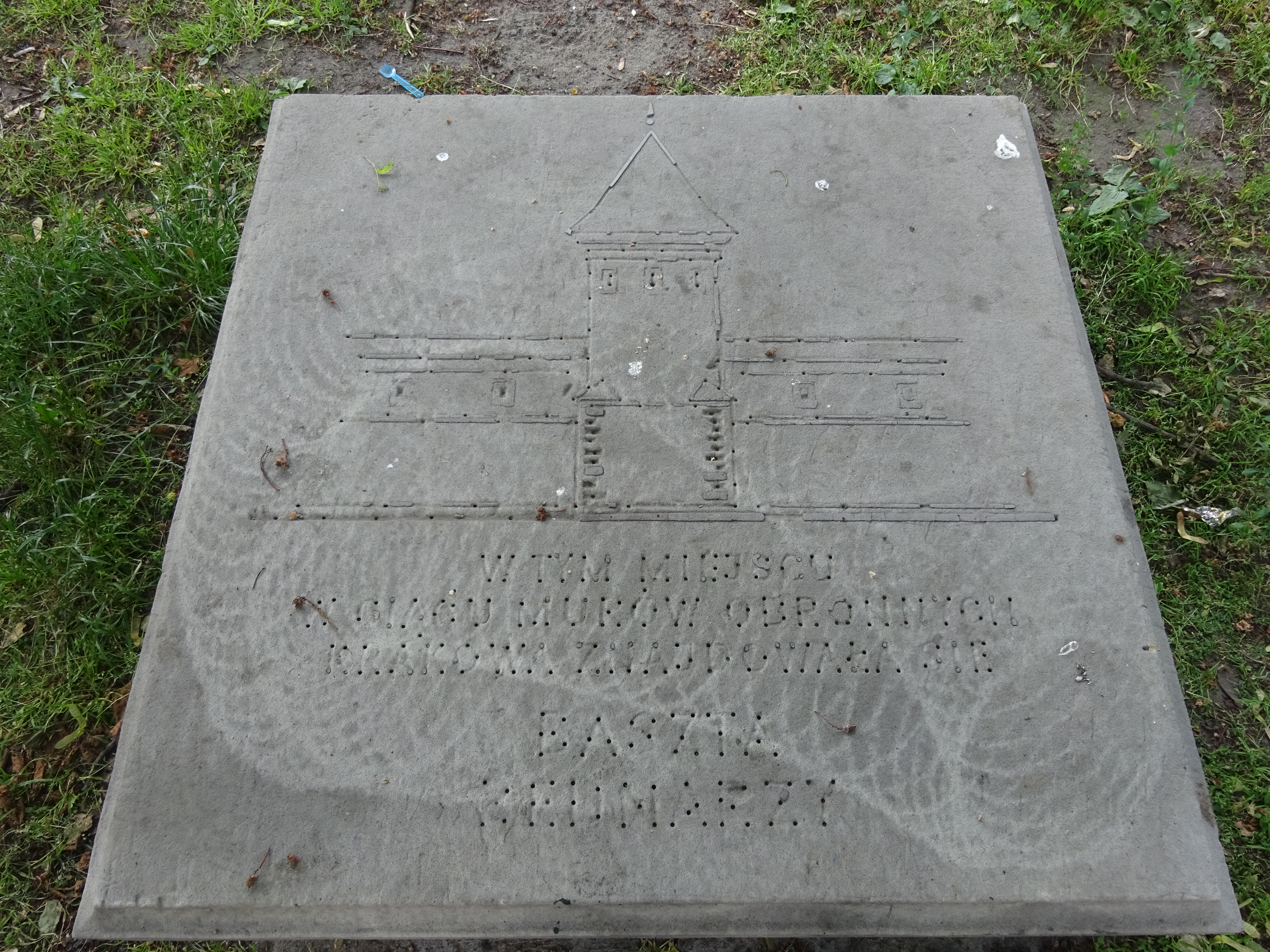
Stara tablica upamiętniająca Basztę Bednarzy (2016)